# Православная музыка

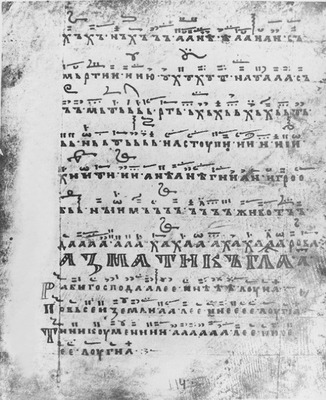
Благовещенский кондакарь, один из древнейших русских сборников кондаков (XII—XIII века)

Правосла́вная му́зыка — просторечное словосочетание, обычно обозначающее музыку, связанную, главным образом, с богослужением византийского обряда в Православной Церкви с православным богослужением Древней Руси.
Однако под этим словосочетанием имеются в виду различные виды как православного богослужебного, так и не богослужебного пения.

## Виды православной музыки
Православная музыка делится на несколько видов:
- древняя — распевы, возникшие во времена Византии (византийский распев у греков и другие богослужебные распевы у прочих православных народов, входивших в её состав или находившихся под её религиозно-культурным влиянием), на Кавказе (например — грузинский распев и прочие), на Западе (до Великой схизмы), а также в Древней Руси: знаменный, столповой, путевой, большой и другие распевы;
- партесная (многоголосная) — зародилась в XVII веке на нынешней территории Украины и Белоруссии под влиянием католической партесной музыки, затем с XVIII века стала распространяться и в России. Богослужебную партесную музыку писали многие композиторы, например — Д. С. Бортнянский, Рахманинов (знаменита его «Всенощная») и другие;
- духовные стихи, канты, колядки и тому подобные (песни на духовные темы), являющиеся не богослужебным видом православного пения.

### Знаменный распев
Термин «Знаменный распев» происходит от слова знамя — знаки особой древнерусской безлинейной нотации — крюки (певческие знамена, похожие на крючки). Первоначально были созданы на основе византийской безлинейной невменной нотации.
До сих пор по знаменным нотам поют в Старообрядческой Церкви. Существуют отдельные энтузиасты, пытающиеся возродить знаменные распевы и в РПЦ.

### Партесное пение
Партесное пение (от лат. partes — голоса) — тип церковного пения, в основе которого положено многоголосное хоровое исполнение композиции (пение по «партиям»). Количество голосов может быть от 3 до 12, а может достигать 48.

### Духовные стихи
Духовные стихи — песни калик перехожих, скитские песни старообрядцев, псалмы (переложение псалмов царя Давида на стихотворный лад). Духовные стихи пелись под разные музыкальные инструменты, в основном жалейки, гудки, колёсные лиры или гусли. Духовные стихи исполнялись каликами перехожими — калечными людьми, не имеющими другой возможности заработать себе на хлеб. Калики перехожие совершали паломничества к святым местам, были очень честными людьми
.
В конце XX века широкую популярность приобрели духовные песнопения, исполняемые на эстраде. Некоторые известные исполнители эстрадных православных песнопений: архидиакон Роман (Тамберг), иеромонах Роман (Матюшин), иеромонах Фотий (Мочалов), протодиакон Николай Червон, Жанна Бичевская и другие. За духовные стихи, песнопения и сценические постановки берутся многие прославленные музыкальные ансамбли и хоровые коллективы.

## История развития православной музыки в России

### Новое направление
Хоровые сочинения, созданные в период с середины 1890-х по 1917 год принято относить к «Новому направлению» в отечественном богослужебном музыкальном искусстве. А. Д. Кастальский так изложил идею сочинений Нового направления: «О грядущем нашего церковного песнотворчества… могу только погадать, зато чувствую, какова должна быть истинная задача его. По моему убеждению — задачей этой должна быть идеализация подлинных церковных напевов, претворение их в нечто музыкально-возвышенное, сильное своей выразительностью и близкое русскому сердцу типичною национальностью… Хотелось бы иметь такую музыку, которую нигде, кроме храма, нельзя услыхать, которая так же отличалась бы от светской музыки, как богослужебные одежды от светских костюмов… Ведь у нас неисчерпаемый кладезь самобытных церковных мелодий; к ним нельзя применять обычных казённых формул и любых гармонических последований…». Духовная музыка Нового направления стала особым направлением в художественном творчестве «серебряного века», выполняя своеобразную посредническую функцию между богослужебной практикой с её строгим каноном и светским искусством концертного предназначения.
Преображенский А. В. выделяет следующие черты Нового направления:
- приложение к церковно-музыкальной композиции приемов народного музыкального мышления и опыта национальной композиторской школы.
- отношение к древнему распеву не как к материалу для обработки, а как к музыкальной теме, служащей основой для музыкальной композиции.
- раскрепощение фактуры, ритма, гармони, высвобождение этих компонентов из-под диктата «школьных» норм — и в результате поиск новых средств, соответствующих истинному характеру древнего богослужебного пения.
- возвращение к церковному Уставу, предписываемым им правилам соблюдения певческих традиций, вызвавшее, в том числе, привнесение в хоровую ткань оригинальных приемов. В их числе — «хоровая инструментовка» — самобытный стиль нового хорового письма.

## Церковная музыка в творчестве профессиональных композиторов
Некоторые русские композиторы, творившие церковную музыку:
- Дилецкий Николай Павлович (XVII век)
- Ведель Артемий Лукьянович
- Березовский Максим Созонтович
- Бортнянский Дмитрий Степанович (XVIII век)
- Чайковский, Пётр Ильич
- Рахманинов, Сергей Васильевич
- Иванов-Радкевич Павел Иосифович
- Гречанинов Александр Тихонович
- Архангельский Александр Андреевич
- Чесноков Павел Григорьевич
- Арнольд Юрий Карлович (XIX век)
- Кастальский Александр Дмитриевич
- Свиридов Георгий Васильевич
- Гаврилин Валерий Александрович
- Ледковский Борис Михайлович (XX век)